# Второе правительство Мильерана
Второе правительство Мильера́на — кабинет министров, правивший Францией 218 дней с 18 февраля по 23 сентября 1920 года, в период Третьей французской республики, в следующем составе:
- Александр Мильеран — председатель Совета министров и министр иностранных дел;
- Андре Лефевр — военный министр;
- Теодор Стег — министр внутренних дел;
- Фредерик Франсуа-Марсаль — министр финансов;
- Поль Журден — министр труда;
- Гюстав Л’Опитё — министр юстиции;
- Адольф Ландри — морской министр;
- Андре Оннора — министр народного просвещения и изящных искусств;
- Андре Мажино — министр военных пенсий, грантов и пособий;
- Жозеф Рикар — министр сельского хозяйства;
- Альбер Сарро — министр колоний;
- Ив Ле Трокер — министр общественных работ;
- Огюст Исаак — министр торговли и промышленности;
- Эмиль Ожье — министр освобожденных областей.